# Lưu Kiền
Lưu Kiền là một xã thuộc huyện Tương Dương, tỉnh Nghệ An, Việt Nam.
Xã Lưu Kiền có diện tích 139,49 km², dân số năm 1999 là 2.939 người, mật độ dân số đạt 21 người/km².